# Héritier
Pour les articles homonymes, voir Héritier (homonymie).
Un héritier est au sens strict une personne qui reçoit des droits ou un patrimoine lors du décès d’une autre. Il s’agit en général des enfants ou de l'époux de la personne décédée. Le patrimoine reçu est l'héritage. 

## Autre sens courant
Alors qu'on attend normalement la mort d'une personne pour en inventorier les ayants-droit, dans les élites, le mot « héritier », au singulier, désigne le légitime successeur d'une personne, y compris quand elle est encore en vie. Ce phénomène d'« héritiers » participe à la reproduction des élites et des inégalités, qu'il s'agisse de la transmission d'un patrimoine matériel, ou, au sens de Pierre Bourdieu et Jean-Claude Passeron dans Les Héritiers, d'un capital culturel, social ou autre capital immatériel. 
Ainsi, dans les monarchies, le mot « héritier », au singulier, désigne le successeur à un trône, qu'il soit réel ou de la part de prétendants. 
À l'époque contemporaine, le prince Charles de Galles  a ainsi été héritier 50 ans sans interruption (de 1952 à 2022), contrairement à la princesse Caroline de Monaco qui l'aura été deux fois, brièvement : une première fois avant la naissance de son frère (1957-1958), puis de la mort de son père Rainier III (avril 2005) à la naissance du prince héréditaire Jacques (2014), fils du prince Albert II[réf. nécessaire].

## Héritiers contre famille
En général, historiquement, les héritiers vus comme étant les plus naturels sont les enfants, ou, lorsque les droits des filles sont restreints comme en France au XVIIe siècle, les fils seuls. Toutefois, une analyse de testaments français du XIXe siècle montre qu'au  contraire,  ce qui prévaut est la sauvegarde des intérêts du conjoint, et que c'est celui-ci, le plus souvent une femme,  qui hérite.
Dans certaines cultures, et par exemple chez les classes pauvres en Argentine, l'héritier peut être celle ou celui que la personne âgée aura convaincu de lui accorder de l'aide de son vivant, en concluant un contrat informel d'échange entre assistance et droit à recevoir le patrimoine, fut-il réduit à un simple droit au bail ou au logement.